# Luigi D'Indri
Luigi D'Indri (fl. XX secolo) è stato un calciatore italiano, di ruolo attaccante.

## Carriera
Con il Venezia disputa 7 gare nel campionato di Divisione Nazionale 1928-1929. Nel campionato di Serie A 1929-1930 milita nel Bologna, senza mai scendere in campo; a fine stagione viene posto in lista di trasferimento, e torna al Venezia, che dal 1930-1931 cambia denominazione in S.S. Serenissima, disputando una partita in Serie B.